# 汤米·埃尔菲克
湯美·艾希卡（英語：Tommy Elphick，1987年9月7日—）是一名英格蘭足球員，場上司職後衛，出身布莱顿青訓系統，他現在效力於英冠球隊哈德斯菲尔德。
艾希卡的兄長加利（Gary Elphick）原本與他一同效力白禮頓，但於2006年被放棄後，只能在非聯賽球會打滾。

## 外部連結
- Tommy Elphick player profile at seagulls.co.uk
- 足球数据库：汤米·埃尔菲克的球员统计数据